# Andrzej Krzysiak
Andrzej Krzysiak – polski inżynier, doktor habilitowany nauk technicznych. Specjalizuje się w aerodynamice stosowanej. Adiunkt Instytutu Lotnictwa w Warszawie.

## Życiorys
Studia ukończył na Wydziale Mechanicznym Energetyki i Lotnictwa Politechniki Warszawskiej w 1977. Stopień doktorski uzyskał na Wydziale Uzbrojenia i Lotnictwa Wojskowej Akademii Technicznej im. Jarosława Dąbrowskiego w Warszawie w 1996 na podstawie pracy pt. Analiza kryteriów bezkolizyjnego zrzutu swobodnego podwieszenia z samolotu bojowego, przygotowanej pod kierunkiem Zbigniewa Dżygadły. Habilitował się w 2015 na Wydziale Mechanicznym Energetyki i Lotnictwa Politechniki Warszawskiej na podstawie rozprawy Zastosowanie innowacyjnych urządzeń wydmuchowych do sterowania przepływem na powierzchniach nośnych statków powietrznych.
Swoje prace publikował m.in. w takich czasopismach jak: „Journal of Aircraft”, „Journal of KONES” oraz „Prace Instytutu Lotnictwa”.